# Kumbum
Un Kumbum, "centomila immagini sacre", è un insieme di cappelle buddiste disposte su più piani. Il più famoso di essi sorge all'interno del Monastero Pelkor Chode di Gyantse in Tibet, prefettura di Shigatse.
Il primo kumbum è appunto questo, fondato nell'anno della pecora di fuoco 1427 da un principe di Gyantse. Composto da nove lhakang o livelli, è alto 35 m. e sormontato da una cupola dorata, e contiene 77 cappelle allineate lungo le pareti livello per livello. Molte delle statue, danneggiate durante la Grande rivoluzione culturale, sono state successivamente rimpiazzate con figure di creta, anche se non del livello artistico degli originali. I murali del XIV secolo, che mostrano influenze cinesi e della cultura Newar della Valle di Kathmandu, sono arrivati a noi in condizioni molto migliori.
Questo kumbum, o grande stupa gomang ("a molte porte"), è un Maṇḍala tridimensionale inteso a rappresentare il cosmo buddista. Esso, come gli altri mandala, raffigurati da un cerchio iscritto in un quadrato, consente al devoto di partecipare della percezione buddista dell'universo e può raffigurare il potenziale dell'individuo che vi si muove. I mandala sono infatti intesi ad aiutare l'individuo sul sentiero dell'illuminazione. Nella struttura del kumbum di Gyantse è conservato un vasto numero di immagini di divinità, culminanti nel Vajradhāra, il Buddha cosmico.
Il kumbum di Gyantse è probabilmente il più conosciuto, immediatamente seguito da quello che sorge vicino a Xining nel Qinghai, luogo di nascita di Tsongkhapa, fondatore della scuola Gelug del buddismo, quella dei Dalai Lama.
Altri esempi sono quello di Jonang, non lontano da Gyantse, costruito da Dolpopa Sherab Gyaltsen, dove è nata l'omonima scuola buddista Jonang, a lungo ritenuta estinta, e il Kumbum Chung Riwoche di Päl Riwoche, costruito da Thang Tong Gyalpo, che ha iniziato a lavorarvi nel 1449.

## Galleria d'immagini

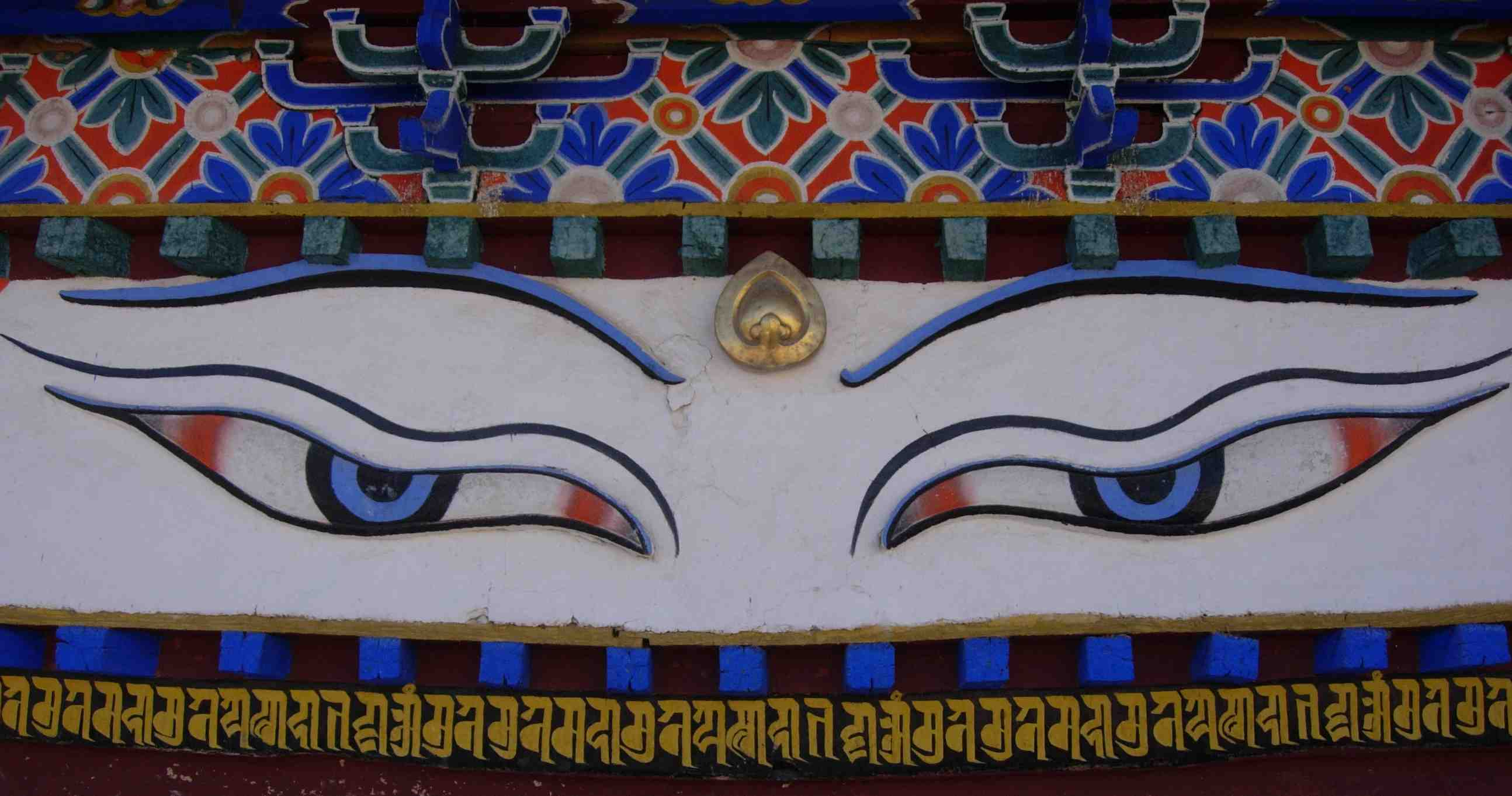
Particolare dell'esterno del kumbum di Gyantse.
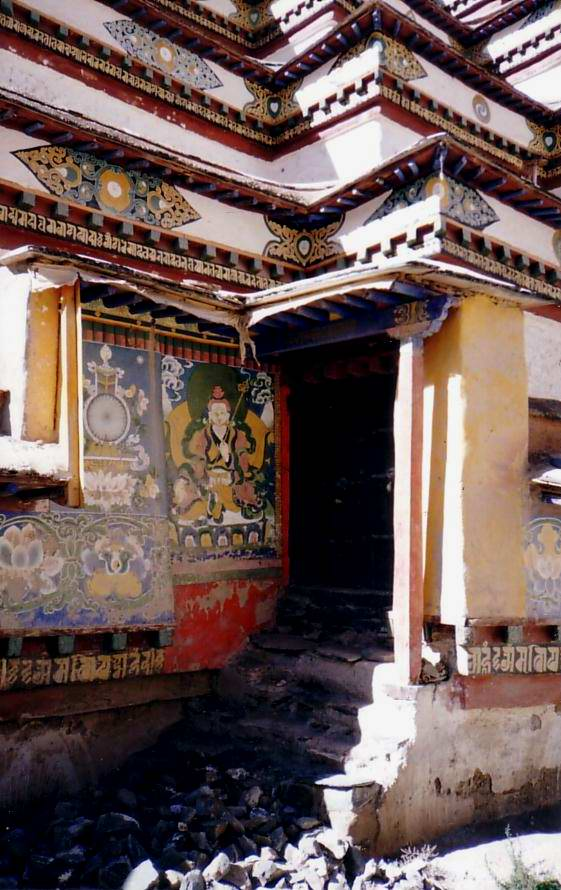
Ingresso al Pango Chorten, Gyantse, 1993
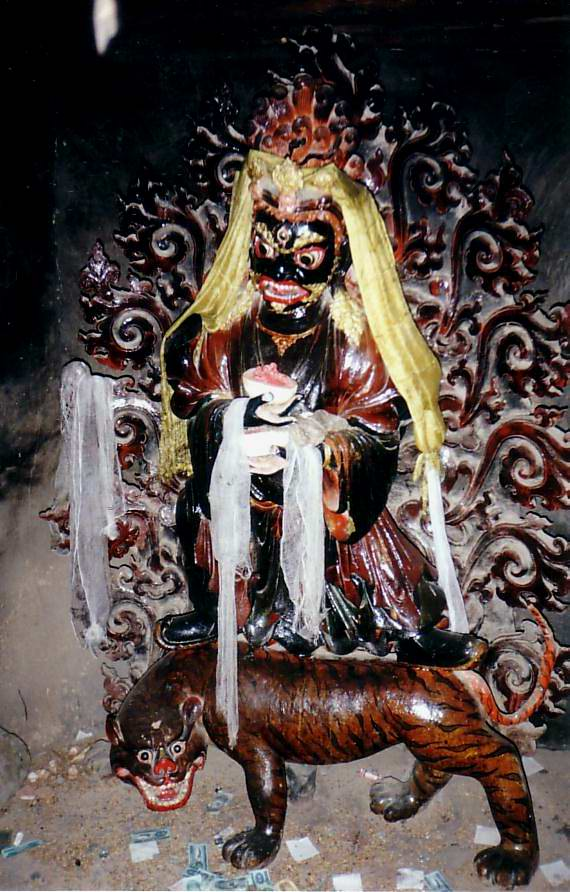
Divinità irata, Pango Chorten, Gyantse.
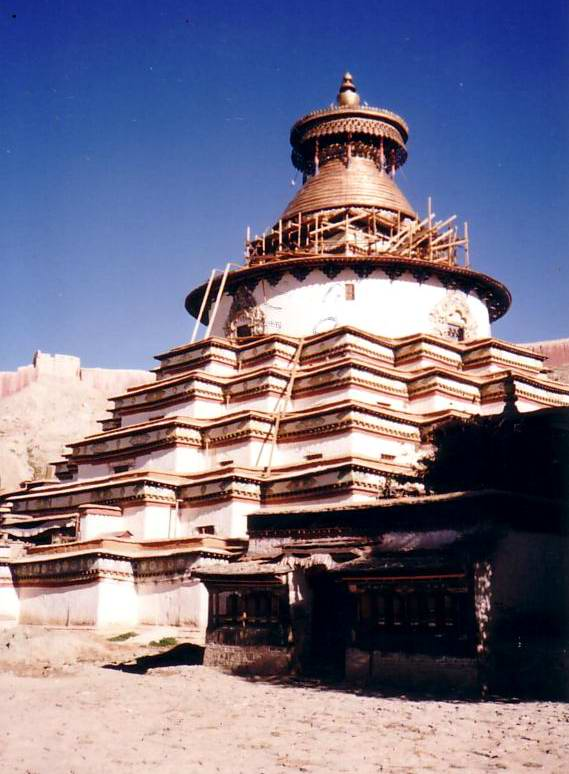
Pango Chorten, Gyantse.
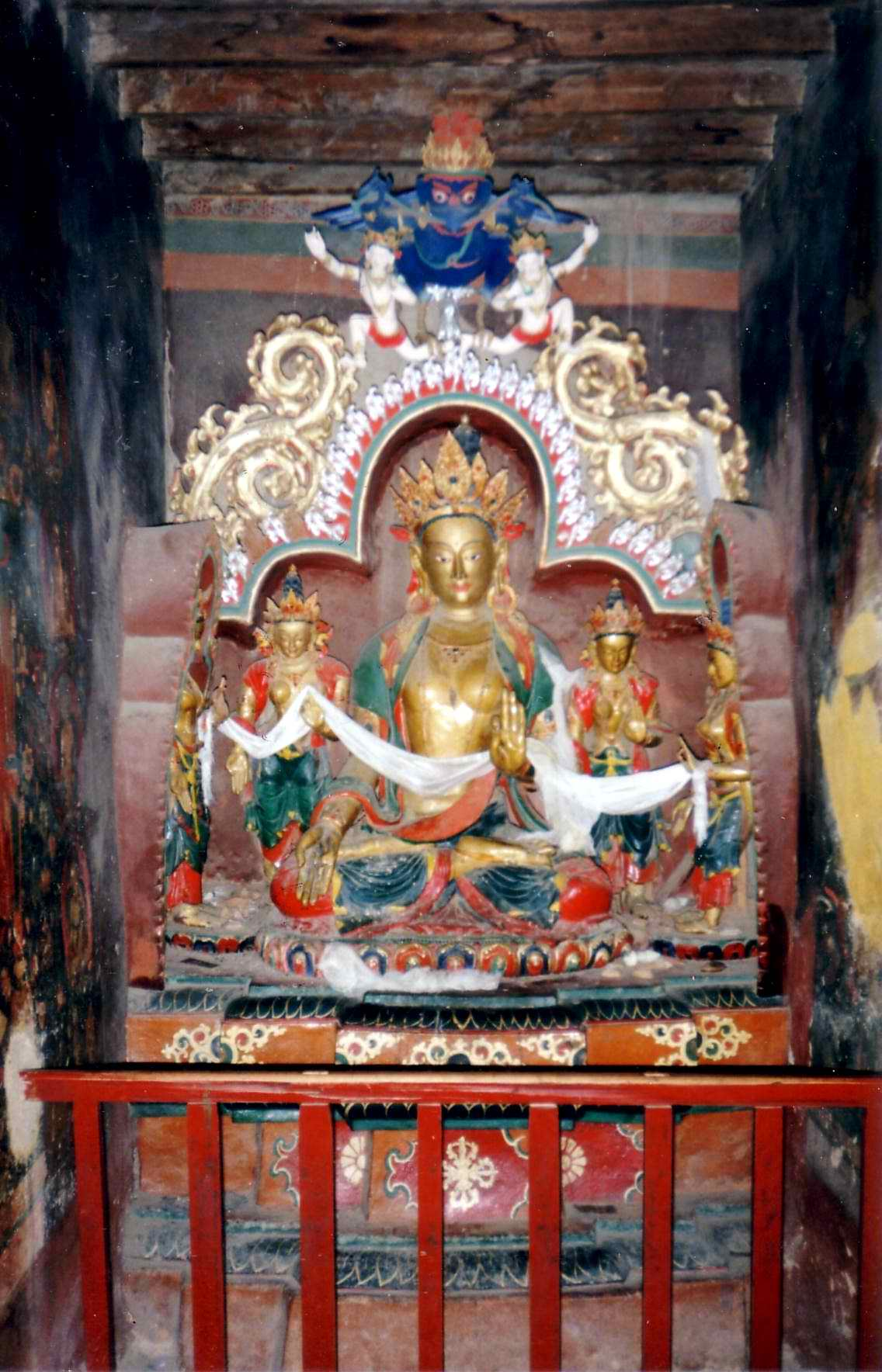
Statua di Tara. kumbum di Gyantse. 1993
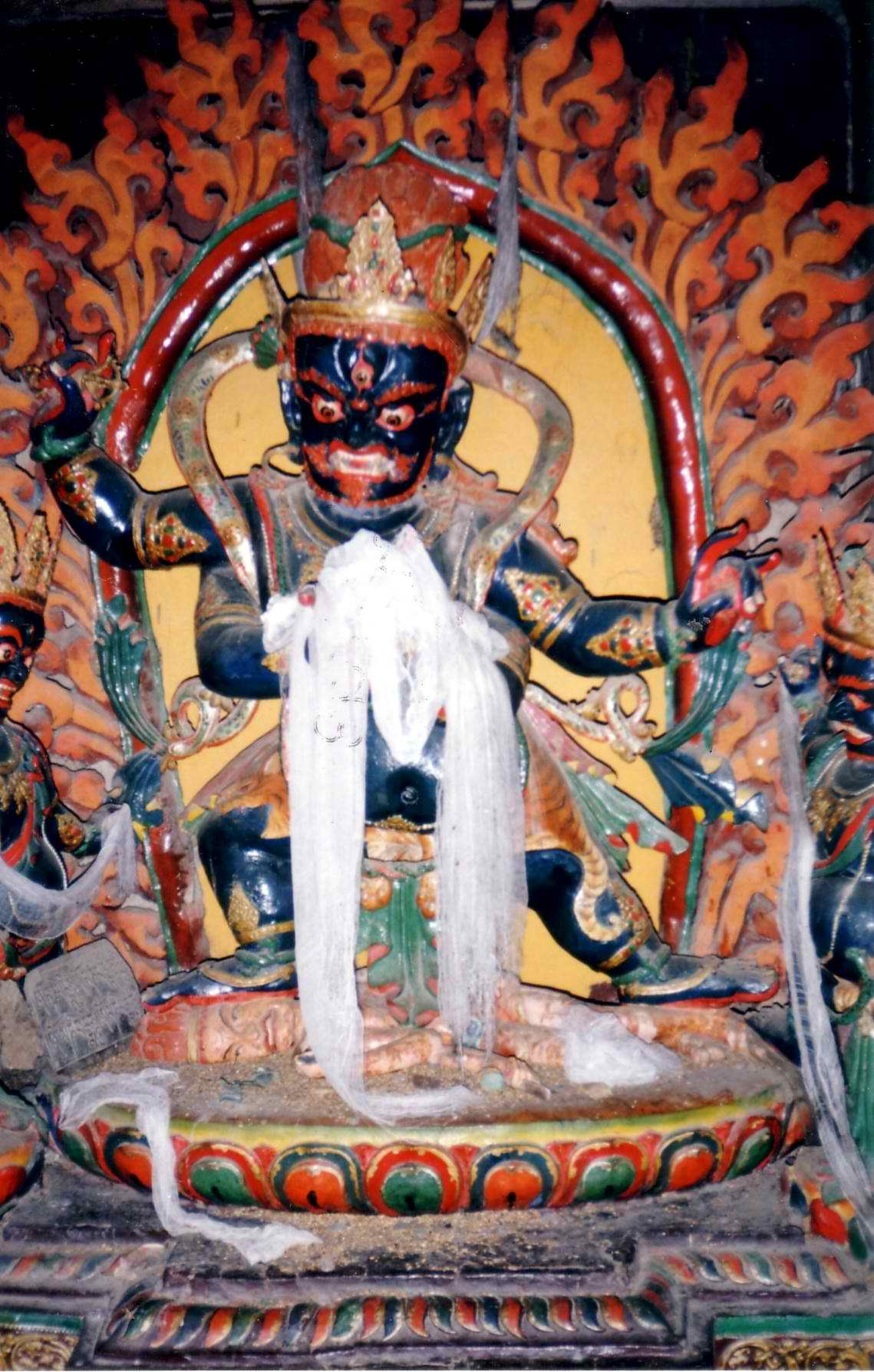
Divinità protettiva, kumbum di Gyantse. 1993
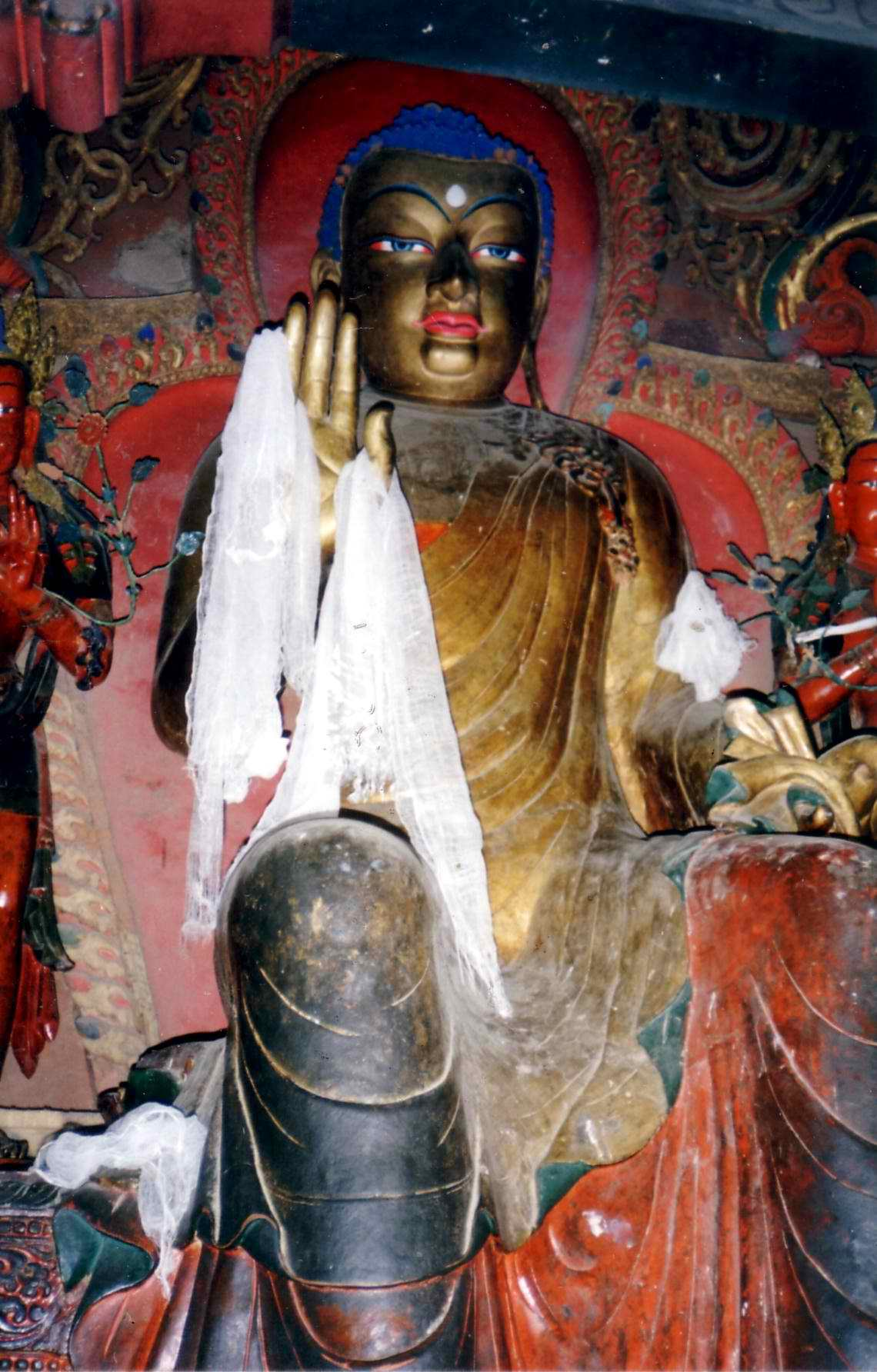
Buddha seduto, kumbum di Gyantse. 1993
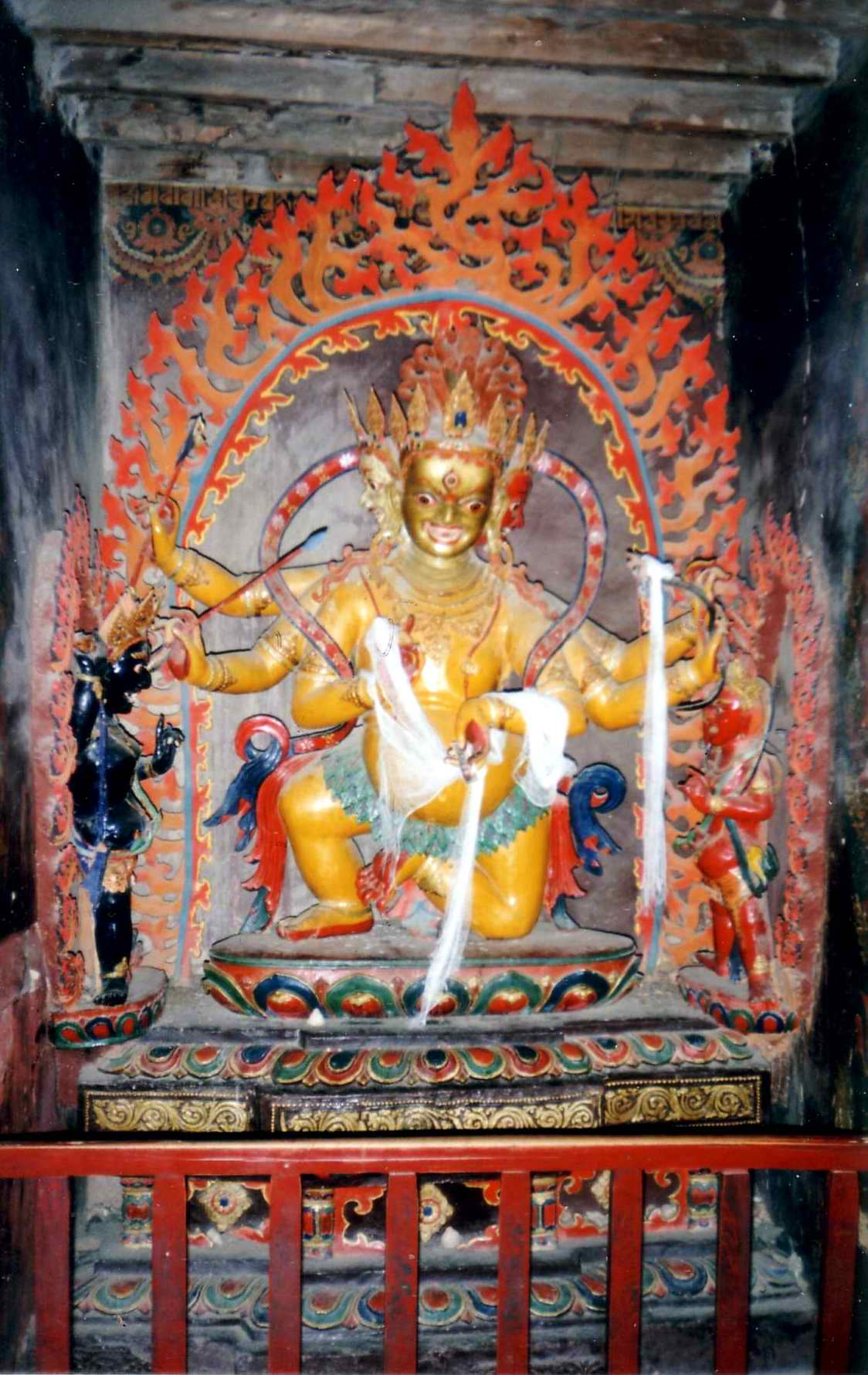
Divinità, kumbum di Gyantse. 1993
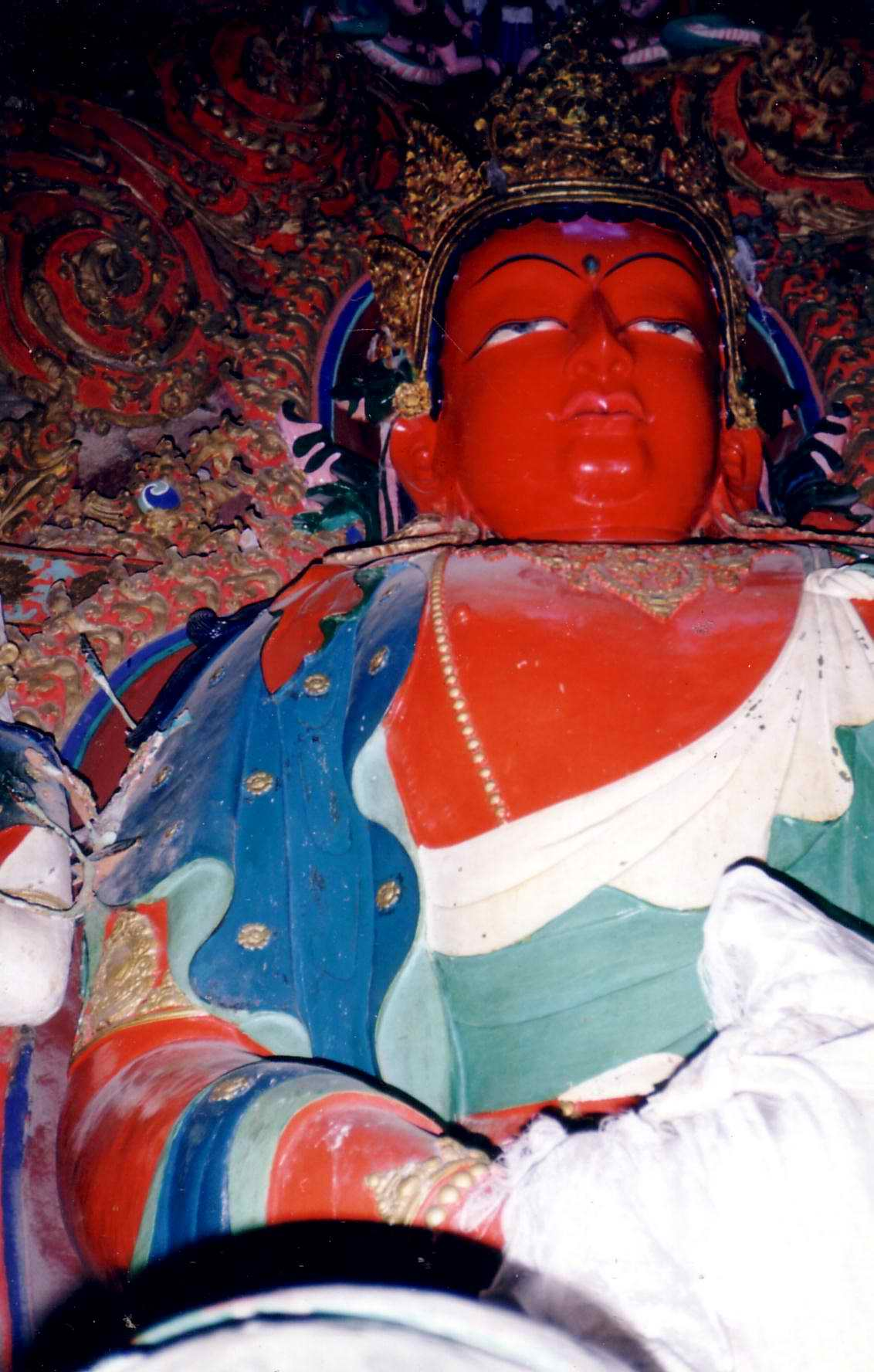
Statua, kumbum di Gyantse. 1993
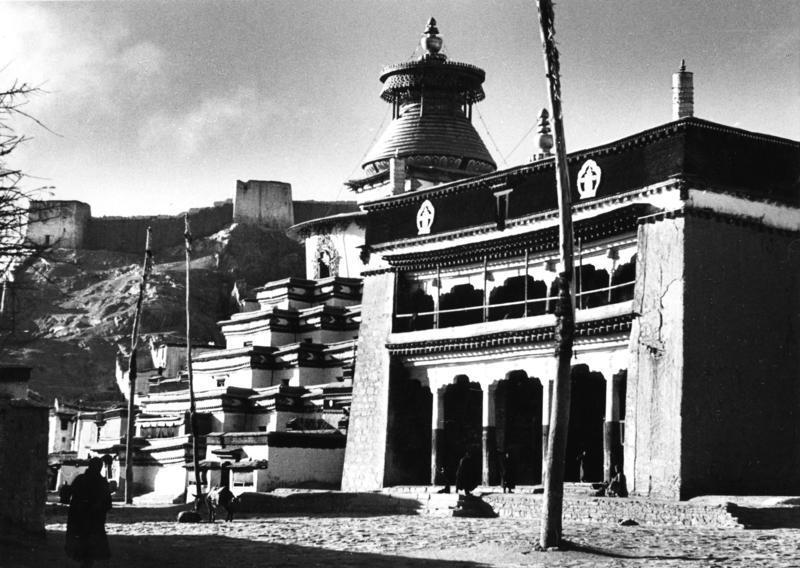
Il kumbum di Gyantse e il gompa, 1938